# Forcipomyia manchuriensis
Forcipomyia manchuriensis är en tvåvingeart som beskrevs av Tokunaga 1941. Forcipomyia manchuriensis ingår i släktet Forcipomyia och familjen svidknott. Inga underarter finns listade i Catalogue of Life.